# Penectomia

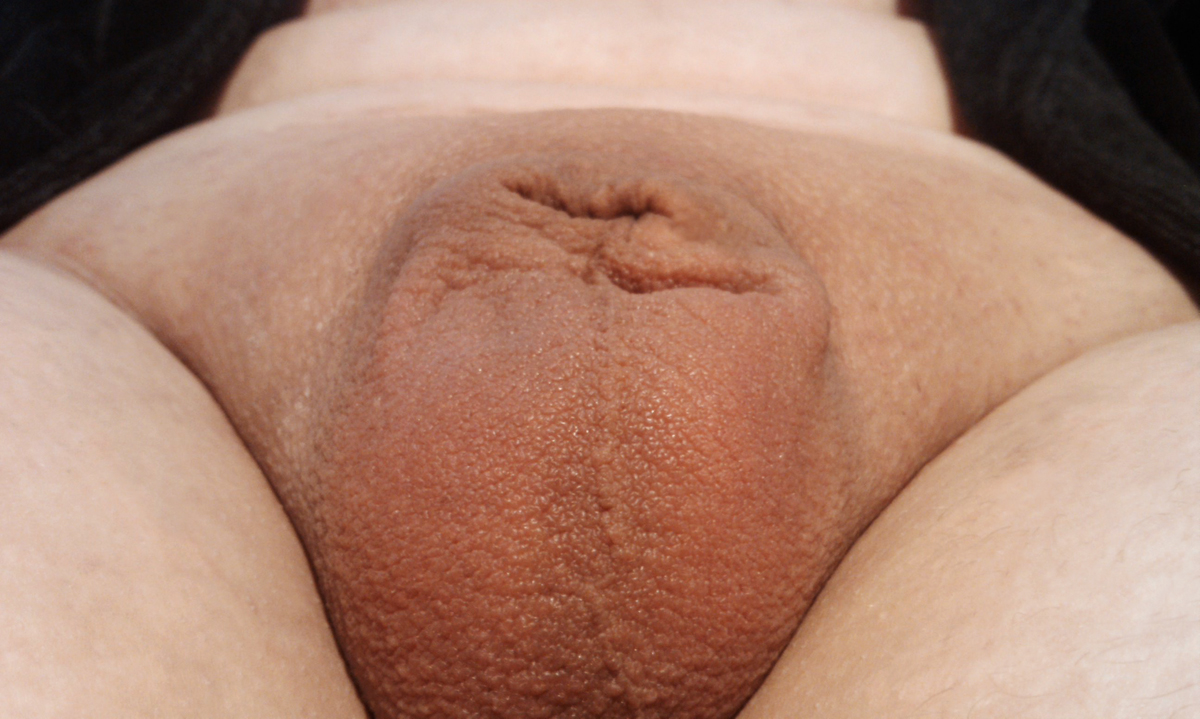
Penectomia

La penectomia (falectomia) és l'amputació del penis per cirurgia per raons mèdiques. El càncer, per exemple, de vegades necessita que es remogui parcialment o totalment el penis. En molt rares ocasions, la circumcisió pot resultar en una penectomia total o parcial.
Els procediments quirúrgics per a transformar un home en dona, amb una vaginoplàstia de reassignament genital, no involucra la remoció completa del penis; part o tot el gland és usualment protegit i remodelat per a resultar un clítoris, i la pell escrotal del penis resultar en vagina. Quan aquests procediments no són possibles, es pot fer una colovaginoplàstia per a reemplaçar els teixits que no es posseïxen per la penectomia total.
Aquesta remoció del penis involucra la psicologia, per al maneig de l'ansietat de castració. Altres subjectes, poden associar a l'òrgan sexual amb violació, dominància masculina, agressió, pot conscient o inconscientment veure a l'òrgan (el propi o el d'altres) com una arma, expressar neurosi per ell, potenciant el desig de veure's en una extirpació violenta.
Alguns homes han tingut penectomies com voluntàries modificació del cos, però amb opinions professionals dividides en sí o no el desig de l'amputació peneana fos una malaltia, incloent-lo dintre de desordres dimòrfics. Voluntària subincisió, remoció del gland, i bifurcació peneana són tòpics vinculats.